# ご当地検定DS
ご当地検定DS（ごとうちけんてい-）は、2006年11月22日に発売されたニンテンドーDS用ソフト。名前の元ネタになったと思われるご当地検定とは関係はない。
2009年12月9日には、ご当地ミニゲームの一部のみと「直感・判断力クイズ」が収録された『まっぷまっぷ By ご当地検定DS』が配信開始された。

## 構成

### ご当地検定
データが3つ作成できる。それぞれのデータの成績ごとに「名刺」が作成でき、すれ違い通信などで使用できる。

#### 都道府県民検定
各都道府県の知識を検定し、学ぶことが出来る。レベルは「初級」「中級」「上級」に分かれており、中級に合格すると「名産カード」、上級に合格すると「名所カード」が手に入る。

#### 日本人検定
全都道府県の問題を検定することが出来る。都道府県民検定を総集した検定という意味合いが強く、先に都道府県民検定をマスターしてから試すのが望ましい。

#### 超日本人検定
日本人検定に合格すると遊べるようになる。

#### ご当地辞典
都道府県民検定や日本人検定で正解した問題に関連する事項が記録されていく。各都道府県の項目の他、日本という項目もある。

#### その他情報
ご当地天気図
辞典の埋まり具合を天気図風に確認できる。
人口分布図
すれ違い通信で通信した相手の名刺を確認できる。
名産・名所カード
都道府県民検定で手に入ったカードを確認できる。
名刺編集
自分の名刺を編集できる。

### お試し検定
友人等にご当地検定DSの概要を把握してもらう場合などに使う。データは保存されない。都道府県民検定と日本人検定の他、「方言検定」という検定もある（こちらはデータを保存できる「ご当地検定」にはない）。

### ご当地ミニゲーム
ご当地すごろく、シルエットクイズ、書き取りクイズ、日本地図パズルの4つがある。ワイヤレス通信を利用して大人数で遊ぶことも出来る。

## 解答・解説の誤り
このゲームに収録された一部の問題の解答・解説に誤りがある。この事に関してはスパイク社も認めており、2006年12月28日にご当地検定DSの公式サイトに謝罪文を掲載している。詳しくは内容に関するお知らせとお詫びを参照。